# Filmåret 1973

## Oscar: (i urval)
| Kategori                  | Vinnare                                       |
| ------------------------- | --------------------------------------------- |
| Bästa film                | Blåsningen (The Sting)                        |
| Bästa regi                | George Roy Hill (Blåsningen)                  |
| Bästa manliga huvudroll   | Jack Lemmon (Save the Tiger)                  |
| Bästa kvinnliga huvudroll | Glenda Jackson (Kärlek börjar med kast)       |
| Bästa manliga biroll      | John Houseman (Paper Chase - betygsjakten)    |
| Bästa kvinnliga biroll    | Tatum O'Neal (Paper Moon)                     |
| Bästa utländska film      | Dag som natt (La Nuit américaine) (Frankrike) |

Se här för komplett lista

## Årets filmer

### A - G
- Amarcord
- Anderssonskans Kalle i busform
- Anita – ur en tonårsflickas dagbok
- Baksmälla
- Blåsningen
- Brakfesten
- Bröllopet
- Buster och Billie
- Den pornografiska jungfrun
- Den vita stenen
- Ebon Lundin
- Egendom är inte längre stöld
- Emil och griseknoen [1]
- Exorcisten
- För var och en ni dömer kommer tio till

### H - N
- Håll alla dörrar öppna
- Hämnden och rättvisan
- I drakens tecken
- Jorden är en syndfull sång
- Lacombe Lucien
- Leva och låta dö
- Mamman och horan
- Mannen med oxpiskan
- Nykolonialism – Senegal, ett exempel

### O - U
- O Lucky Man!
- Paper Chase - betygsjakten
- Paper Moon
- Pat Garrett och Billy the Kid
- Pistolen
- På tisdag vaknar vi upp till framtiden
- Robin Hood
- Shchelkunchik
- Sista natten med gänget
- Sjusovaren
- Smutsiga fingrar
- Soylent Green
- Stenansiktet

### V - Ö
- Vem älskar Yngve Frej
- Viggen 37
- Viskningar och rop
- Ådalen 1973
- Åska över slätterna
- Önskningar och drömmar

## Födda
- 24 januari – William Gregory Lee, amerikansk skådespelare.
- 2 februari – Marisol Nichols, amerikansk skådespelare.
- 13 februari – Göran Gillinger, svensk skådespelare.
- 15 februari – Hanna Zetterberg, svensk skådespelare och politiker.
- 23 februari – Linda Ulvaeus, svensk skådespelare.
- 3 april – Vanna Rosenberg, svensk skådespelare.
- 8 april – Emma Caulfield, amerikansk skådespelare.
- 16 maj – Tori Spelling, amerikansk skådespelare.
- 23 maj – Livia Millhagen, svensk skådespelare.
- 1 juni – Heidi Klum, tysk supermodell och skådespelare.
- 21 juni – Juliette Lewis, amerikansk skådespelare och musiker.
- 8 juli – Kathleen Robertson, kanadensisk skådespelare.
- 15 juli – Brian Austin Green, amerikansk skådespelare.
- 26 juli – Kate Beckinsale, brittisk skådespelare.
- 24 augusti – David Chappelle, amerikansk ståuppkomiker och skådespelare.
- 4 september – Kirill Pirogov, rysk skådespelare.
- 12 september – Paul Walker, amerikansk skådespelare.
- 18 september – James Marsden, amerikansk skådespelare.
- 25 september
  - Hugo Emretsson, svensk skådespelare.
  - Bridgette Wilson, amerikansk skådespelare.
- 26 september – Maria Bonnevie, svensk skådespelare.
- 3 oktober – Neve Campbell, kanadensisk skådespelare.
- 6 oktober – Ioan Gruffudd, brittisk skådespelare.
- 16 oktober – Eva Röse, svensk skådespelare och TV-programledare.
- 19 oktober – My Bodell, svensk skådespelare.
- 25 oktober – Lamont Bentley, amerikansk skådespelare.
- 26 oktober – Seth MacFarlane, amerikansk animatör, röstskådespelare, manusförfattare och producent.
- 7 november – Yoon-jin Kim, sydkoreansk skådespelare.
- 26 november – Peter Facinelli, amerikansk skådespelare.
- 5 december – Ellen Mattsson, svensk skådespelare.

## Avlidna
- 10 januari – Lasse Krantz, svensk skådespelare, sångare och revyartist.
- 25 januari – Lars Nordrum, norsk teater- och filmskådespelare.
- 20 februari – Martin Ericsson, svensk skådespelare.
- 11 mars – Erik Hell, svensk skådespelare.
- 26 mars
  - Noël Coward, brittisk pjäsförfattare, skådespelare, regissör, manusförfattare och producent.
  - Rune Stylander, svensk skådespelare och regiassistent.
- 30 mars – Eva Steen, norsk skådespelare.
- 12 april – Arthur Freed, amerikansk kompositör, textförfattare och filmproducent.
- 25 april – Rune Lindström, svensk manusförfattare och skådespelare.
- 6 maj – Ola Isene, norsk sångare och skådespelare.
- 9 maj – Uuno Montonen, finländsk skådespelare.
- 29 maj – P. Ramlee, malaysisk skådespelare och sångare.
- 3 juni – Jarl Hamilton, svensk skådespelare.
- 8 juni – Emmy Sonnemann, tysk skådespelare.
- 11 juni
  - Claes Gill, norsk skådespelare.
  - Einar Vaage, norsk skådespelare.
- 19 juni – Gustaf Molander, svensk regissör, skådespelare och manusförfattare.
- 22 juni – David Erikson, svensk skådespelare.
- 2 juli – Sven Zetterström, svensk journalist och manusförfattare.
- 3 juli – Betty Grable, amerikansk skådespelare.
- 7 juli – Veronica Lake, amerikansk skådespelare.
- 13 juli – Nils Liljeqvist, svensk manusförfattare.
- 20 juli – Bruce Lee, kinesisk-amerikansk skådespelare.
- 9 augusti – Stina Seelig, svensk skådespelare.
- 12 september – Sören Aspelin, svensk skådespelare, revyartist, kompositör, musiker (piano) och teaterchef.
- 2 oktober – Ragnar Arvedson, svensk regissör, manusförfattare, producent och skådespelare.
- 24 oktober – Werner Ohlson, svensk skådespelare.
- 14 november – Lulu Ziegler, dansk skådespelare, regissör och sångerska.
- 17 november – Thorbjörn Widell, svensk skådespelare.
- 24 november – Carl Reinholdz, svensk skådespelare och sångare.
- 27 november – John Padovano, amerikansk skådespelare och filmproducent.
- 3 december – Mona Geijer-Falkner, svensk skådespelare.
- 13 december – William Bendtz, svensk produktionsledare och filmproducent.
- 24 december – Nils Johannisson, svensk skådespelare.

### Fotnoter
1. ↑  ”Astrid Lindgren”. http://www.astridlindgren.se/verken/filmerna/filmlista. Läst 21 mars 2011.